# Cmentarz parafialny w Gwizdałach
Cmentarz w Gwizdałach lub cmentarz parafialny w Gwizdałach; właściwie cmentarz parafii Matki Bożej Częstochowskiej w Gwizdałach – cmentarz rzymskokatolicki we wsi Gwizdały, w gminie Łochów, w powiecie węgrowskim, w województwie mazowieckim.
Pierwszy pochówek na cmentarzu odbył się w 2001 roku. Na dzień inwentaryzacji 15 lipca 2016 roku na cmentarzu znajdowało się 130 grobów.

## Znane osoby pochowane na cmentarzu
- Anna Dębska (1929–2014) – rzeźbiarka i właścicielka hodowli koni arabskich[2] (sektor; A, rząd; IX, grób; 3)[3]
- Michał Załuski (zm. 2001) – fundator cmentarza parafialnego w Gwizdałach[4] (sektor; A, rząd; I, grób; 3)[5]
- ks. Krzysztof Małachowski (1930–2022) – rekolekcjonista, założyciel fundacji Dzieci - Dzieciom, działacz na rzecz dzieci niepełnosprawnych[6].